# 曾威 (1916年)
曾威（1916年—2004年），男，江西泰和人，中国人民解放军将领、中国人民解放军开国少将。曾任中国人民解放军69军副军长。

## 生平
曾威1931年参加中国工农红军。1932年加入中国共产党。1955年，授予中国人民解放军少将军衔。